# アブナイ恋の捜査室
『アブナイ★恋の捜査室』（あぶないこいのそうさしつ）は、ジグノシステムジャパンより配信された携帯電話向け恋愛シミュレーションゲーム。
2012年5月31日にQuinRoseよりPlayStation Portable移植版が発売された。
また、2015年5月21日から続篇であるPlaystation Vita用ソフト『アブナイ恋の捜査室～Eternal Happiness～』がアスガルドから発売された。

## 解説
新米警察官を主人公にしたテキスト形式のアドベンチャーゲーム。1stでは全部で13話用意されており、1話ごとに好感度の高い選択肢を選ぶと、捜査手帳でサイドストーリーを読むことができ、キャラクターの個人情報を得ることができる。

## あらすじ

### 1stシーズン
警視庁交通課に所属していたヒロインは、穂積 泪の手により、彼が室長を務める緊急特命捜査室に異動した。
眉目秀麗なエリートたちの集まりだと周囲から思われていたが、実態は「すぐやる課」「雑用室」と呼ばれる雑用ばかりの部署で、しかもその部署の捜査官は一癖も二癖もある連中ばかり。
同じ部署の同僚たちから冷たくされたりいじられたりして不安になる翼を、大きな事件が待ち構えていた。

### 2ndシーズン
緊急特命捜査室に、国際的窃盗犯に関する案件が持ち込まれた。
それと同時に、捜査室の面々の過去にかかわる出来事が次々に発生していった。

### アブナイ 恋の捜査室 番外編 -執事編-
捜査室に慣れてきたヒロインに、捜査室の面々が一日だけ執事を務めるというサプライズを用意してくれた。

## 登場人物

### 緊急特命捜査室
櫻井 翼（さくらい つばさ）
主人公(名前変更可)
警視庁交通課に所属していたが、泪の手により、緊急特命捜査室へ異動となった。会ったことのある人間の顔と名前を覚えるのが得意。
いわゆる箱入り娘で、門限を気にする父親が悩み。
明智 誠臣（あけち まさおみ）
声 - 前野智昭
翼の同僚。検挙率は高い。無口ながらも女性によくもてるが、女性に関しては消極的である。
藤守 賢史（ふじもり けんじ）
声 - 近藤隆
翼の同僚で、関西弁でしゃべる。おしゃれ好き。
如月 公平（きさらぎ こうへい）
声 - 立花慎之介
翼の同僚。さわやかそうに見えるが、実際は甘え上手な策略家。
小笠原 諒（おがさわら りょう）
声 - 菅沼久義
翼の同僚で、情報収集および分析をメインに行っている。コミュニケーションが苦手。
小野瀬 葵（おのせ あおい）
声 - 森川智之
科学警察研究所から緊急特命捜査室へ出向してきた分析技官。よく翼をからかう。
穂積 泪（ほづみ るい）
声 - 三木眞一郎
緊急特命捜査室室長で、女言葉をよく使う、いわゆるおネエ系。翼を含む部下に対しては厳しいが、責任感は強い。

### その他
藤守 慶史（ふじもり けいじ）
声 - 成田剣
賢史の兄である、東京地検の検事。あだ名は「アニ」
ジョン・スミス
声 - 宮田幸季
美術品専門の国際的怪盗。
なお、「ジョン・スミス」という通称は日本でいうところの「山田太郎」であり、本名ではない。

## 関連CD

### ドラマCD
- アブナイ★恋の捜査室 ～楽しい温泉旅行編～
- アブナイ★恋の捜査室 ～彼女の合コンを阻止せよ！編～
- アブナイ★恋の捜査室 ～恐怖のキャンプ編～

### ヴォーカルCD・音楽集
- アブナイ★恋の捜査室 イメージアルバム
- アブナイ★恋の捜査室 キャラクターソングCD「You're Under Arrest」～明智誠臣～（CV：前野智昭）

## WEBラジオ
『アブ恋★ラジオ in 捜査室』のタイトルで、2012年02月15日から2012年9月26日まで11回分がアニメイトTVにて配信され、いったん終了した後、2012年10月17日にスペシャル回が配信された。
パーソナリティは菅沼久義。
ゲスト
- ＃1（2012年2月15日）立花慎之介（如月公平役）
- ＃2（2012年2月29日）立花慎之介
- ＃3（2012年3月14日）近藤隆（藤守賢史役）
- ＃4（2012年3月28日）近藤隆
- ＃5（2012年4月11日）成田剣（藤守慶史役）
- ＃6（2012年4月25日）成田剣
- ＃7（2012年6月13日）前野智昭(明智誠臣 役)
- ＃8（2012年6月27日）前野智昭
- ＃9（2012年7月18日）三木眞一郎(穂積 泪 役)
- ＃10（2012年9月19日）宮田幸季(ジョン・スミス役)
- ＃11（2012年9月26日）宮田幸季
- ＃スペシャル（2012年10月17日）森川智之(小野瀬 葵 役)